# Johan Lundgren (präst)
Johan Lundgren, född 7 november 1874 i Lövångers församling, Västerbottens län, död 23 mars 1951 i Gunnarsnäs församling i dåvarande Älvsborgs län, var en svensk präst.
Lundgren var son till lantbrukaren Anton Lundgren och Johanna Boström. Han blev teologie kandidat vid Uppsala universitet 1906, kontraktsadjunkt i Lappmarkens tredje kontrakt 1907, pastorsadjunkt i Högbo församling 1908, sjömanspräst i West Hartlepool 1910–1915, pastorsadjunkt i By, Säffle med flera 1915, tillförordnad komminister i Malmberget, kyrkoherde i Köla församling från 1923. Han blev senare kontraktsprost.
Han gifte sig 1907 med Signe Holmquist (1872–1949), dotter till kyrkoherde Fredrik Holmquist och Gerda Edgren. Parets son Gudmar Lundgren (1910–1975) blev också präst. Hustrun var syster till professor Hjalmar Holmquist.
Makarna Lundgren är begravda på Köla kyrkogård i Värmland.